# 溫納貝戈鎮區 (內布拉斯加州瑟斯頓縣)
溫納貝戈鎮區（英語：Winnebago Township）是位於美國內布拉斯加州瑟斯頓縣的一個行政鎮區。

## 地方資料
溫納貝戈鎮區的面積為166.27平方千米，當中陸地面積為163.00平方千米，而水域面積為3.27平方千米。根據2020年美國人口普查的數據，當地共有人口2017人，而人口密度為每平方千米12.13人。